# Danilo Gatalo
Danilo Gatalo, črnogorski general, * 1866, † 1935.
Med 11. novembrom 1906 in 19. januarjem 1907 je bil minister za obrambo Črne gore. V začetku prve svetovne vojne je bil poveljnik glavne vojaške intendanture.; nato pa je bil imenoval za poveljnika hercegovskih prostovoljcev. Po umiku na Krf je prestopil v srbsko službo. Leta 1917 je postal član Osrednjega črnogorskega odbora za narodno združitev (Središnji crnogorski odbor za narodno ujedinjenje).